# 官庄乡 (黄骅市)
官庄乡，是中华人民共和国河北省沧州市黄骅市下辖的一个乡镇级行政单位。

## 行政区划
官庄乡下辖以下地区：
北排村、西排村、东排村、前排村、中排村、后吴庄村、王吉庄村、大闫台村、小闫台村、吕郭庄村、官庄村、西桥村、东桥村、万庄子村、闫庄子村、良口村、小胡庄村、戈沽塘村、孔韩庄村、前九女河村、西九女河村和东九女河村。